# پتراکستو
پتراکستو (به انگلیسی: Petrockstowe) یک روستا و محله مدنی در بریتانیا است که در Torridge واقع شده‌است.